# Nero Digital
Nero Digital ist eine Sammlung MPEG-4-kompatibler Video- und Audio-Codecs, die in der Brennsuite Nero Burning ROM integriert sind. Nero Digital wurde von der Nero AG (Deutschland) und Ateme (Frankreich) entwickelt.
Nero Digital enthält jeweils zwei Video- und Audio-Codecs, die folgende Formate in einem MP4-Dateicontainer erstellen können:
- Videocodecs:
  - MPEG-4 Part 2 ASP
  - MPEG-4 Part 10 AVC (auch bekannt als H.264)
- Audiocodecs:
  - MPEG-4 Part 3 LC-AAC
  - MPEG-4 Part 3 HE-AAC (auch bekannt als aacPlus)

Mit Ausnahme von Untertiteln und Kapitel-Informationen ist Nero Digital voll kompatibel mit dem ISO/IEC-Standard. Mit Nero Digital erstellte MP4-Dateien lassen sich bereits auf einigen (von Nero zertifizierten) DVD-Playern und einer Vielzahl von Software Media-Playern abspielen. Nero empfiehlt zum Abspielen auch das eigene Produkt Nero Showtime.
Die Nero Digital Codecs werden nicht als DirectShow-Filter oder VfW-Codecs ausgeliefert und können somit nicht in anderen Audio- und Videobearbeitungsprogrammen verwendet werden.